# Conor Bradley
Conor Bradley (sinh ngày 9 tháng 7 năm 2003) là một cầu thủ bóng đá người Bắc Ireland thi đấu ở vị trí hậu vệ phải cho Liverpool và đội tuyển quốc gia Bắc Ireland.

## Sự nghiệp câu lạc bộ
Bradley bắt đầu sự nghiệp trẻ của mình với câu lạc bộ quê nhà St. Patrick's F.C. khi mới 9 tuổi. Anh tiếp tục chơi cho Dungannon United Youth và Dungannon Swifts, trước khi gia nhập học viện trẻ của câu lạc bộ Anh Liverpool vào năm 2019 theo chương trình học bổng hai năm. Tuy nhiên, sau một năm tại câu lạc bộ, anh đã ký hợp đồng chuyên nghiệp đầu tiên với Liverpool, có thời hạn ba năm cho đến năm 2023.
Anh đã có trận ra mắt đội một Liverpool trong trận giao hữu tiền mùa giải với VfB Stuttgart vào tháng 7 năm 2021, chơi trọn vẹn 30 phút của trận đấu. Anh cũng vào sân thay người ở phút thứ 80 trong trận giao hữu tiền mùa giải cuối cùng của đội gặp CA Osasuna vào ngày 9 tháng 8. Anh có trận ra mắt chuyên nghiệp cho Liverpool trong trận đấu Carabao Cup gặp Norwich City vào tháng 9 năm 2021, trở thành cầu thủ Bắc Ireland đầu tiên ra sân trong một trận đấu chính thức cho Liverpool kể từ Sammy Smyth vào năm 1954.
Vào ngày 21 tháng 6 năm 2022, Bradley ký hợp đồng cho mượn một mùa giải với Bolton Wanderers, một câu lạc bộ ở League One và ra mắt vào ngày 30 tháng 7 trong trận hòa 1-1 trước Ipswich Town. Anh ghi bàn thắng đầu tiên cho câu lạc bộ trong chiến thắng 5-1 ở EFL Cup trước Salford City vào ngày 9 tháng 8. Một tuần sau, anh ghi bàn thắng đầu tiên ở giải đấu, bàn thắng duy nhất của trận đấu trong chiến thắng 1-0 trước Morecambe Vào ngày 2 tháng 4, anh đá chính trong trận chung kết EFL Trophy 2023, nơi Bolton đánh bại Plymouth Argyle 4-0. Vào ngày 29 tháng 4, anh đá chính trong chiến thắng 2-0 trước Fleetwood Town giúp Bolton lọt vào vòng play-off League One 2023. Cùng ngày, anh được bình chọn là Cầu thủ xuất sắc nhất năm của Bolton Wanderers cho mùa giải 2022–23, đồng thời nhận được giải thưởng Cầu thủ xuất sắc nhất năm do cầu thủ bình chọn và giải thưởng Cầu thủ trẻ xuất sắc nhất năm, giải thưởng sau cùng anh chia sẻ với James Trafford.

## Sự nghiệp quốc tế
Bradley đã chơi cho đội tuyển U16 Bắc Ireland vào năm 2018, và là đội trưởng dẫn dắt đội giành chức vô địch Victory Shield. Năm sau, anh xuất hiện trong đội U17, bao gồm cả vòng loại Giải vô địch bóng đá U17 châu Âu 2019.
Vào tháng 5 năm 2021, Bradley được triệu tập lên đội tuyển quốc gia tham dự các trận giao hữu gặp Malta và Ukraine. Anh đã có trận ra mắt quốc tế vào ngày 30 tháng 5 gặp Malta, vào sân thay người ở phút thứ 85 cho Stuart Dallas. Trận đấu tại Klagenfurt kết thúc với chiến thắng 3-0 cho Bắc Ireland.

## Thống kê sự nghiệp

### Câu lạc bộ
Tính đến trận đấu diễn ra ngày 25 tháng 5 năm 2025
| Câu lạc bộ              | Mùa giải            | Giải đấu            | Giải đấu | Giải đấu | FA Cup | FA Cup | EFL Cup | EFL Cup | Châu Âu | Châu Âu | Khác | Khác | Tổng cộng | Tổng cộng |
| Câu lạc bộ              | Mùa giải            | Hạng đấu            | Trận     | Bàn      | Trận   | Bàn    | Trận    | Bàn     | Trận    | Bàn     | Trận | Bàn  | Trận      | Bàn       |
| ----------------------- | ------------------- | ------------------- | -------- | -------- | ------ | ------ | ------- | ------- | ------- | ------- | ---- | ---- | --------- | --------- |
| U-21 Liverpool          | 2020–21             | —                   | —        | —        | —      | —      | —       | —       | —       | —       | 2    | 0    | 2         | 0         |
| Liverpool               | 2021–22             | Premier League      | 0        | 0        | 1      | 0      | 3       | 0       | 1       | 0       | —    | —    | 5         | 0         |
| Liverpool               | 2023–24             | Premier League      | 11       | 1        | 4      | 0      | 4       | 0       | 4       | 0       | —    | —    | 23        | 1         |
| Liverpool               | 2024–25             | Premier League      | 19       | 0        | 1      | 0      | 4       | 0       | 5       | 0       | —    | —    | 29        | 0         |
| Liverpool               | Tổng cộng           | Tổng cộng           | 30       | 1        | 6      | 0      | 11      | 0       | 10      | 0       | —    | —    | 57        | 1         |
| Bolton Wanderers (mượn) | 2022–23             | League One          | 41       | 5        | 1      | 0      | 2       | 1       | —       | —       | 9    | 1    | 53        | 7         |
| Tổng cộng sự nghiệp     | Tổng cộng sự nghiệp | Tổng cộng sự nghiệp | 71       | 6        | 7      | 0      | 13      | 1       | 10      | 0       | 11   | 1    | 112       | 8         |

1. ↑  Số lần ra sân tại EFL Trophy
2. 1 2  Số lần ra sân tại UEFA Champions League
3. ↑  Số lần ra sân tại UEFA Europa League
4. ↑  Bảy lần ra sân tại EFL Trophy, hai lần ra sân tại Play-offs League One

### Quốc tế
Tính đến 10 tháng 6 năm 2025
| Đội tuyển quốc gia | Năm       | Trận | Bàn |
| ------------------ | --------- | ---- | --- |
| Bắc Ireland        | 2021      | 5    | 0   |
| Bắc Ireland        | 2022      | 5    | 0   |
| Bắc Ireland        | 2023      | 3    | 0   |
| Bắc Ireland        | 2024      | 10   | 4   |
| Bắc Ireland        | 2025      | 2    | 0   |
| Tổng cộng          | Tổng cộng | 25   | 4   |

Tính đến 10 tháng 6 năm 2025
Điểm số và kết quả liệt kê số bàn thắng của Bắc Ireland trước, cột điểm số cho biết số điểm sau mỗi bàn thắng của Bradley
| No. | Ngày                 | Địa điểm                                                  | Lần ra sân | Đối thủ    | Bàn thắng | Kết quả | Giải đấu                    | Nguồn  |
| --- | -------------------- | --------------------------------------------------------- | ---------- | ---------- | --------- | ------- | --------------------------- | ------ |
| 1   | 26 tháng 3 năm 2024  | Hampden Park, Glasgow, Scotland                           | 15         | Scotland   | 1–0       | 1–0     | Giao hữu                    | [ 32 ] |
| 2   | 11 tháng 6 năm 2024  | Sân vận động Nueva Condomina, Murcia, Tây Ban Nha         | 17         | Andorra    | 1–0       | 2–0     | Giao hữu                    | [ 33 ] |
| 3   | 11 tháng 6 năm 2024  | Sân vận động Nueva Condomina, Murcia, Tây Ban Nha         | 17         | Andorra    | 2–0       | 2–0     | Giao hữu                    | [ 33 ] |
| 4   | 18 tháng 11 năm 2024 | Sân vận động Luxembourg, Thành phố Luxembourg, Luxembourg | 23         | Luxembourg | 2–0       | 2–2     | UEFA Nations League 2024–25 | [ 34 ] |

## Danh hiệu
Bolton Wanderers
- EFL Trophy: 2022–23[13]

Liverpool
- Premier League: 2024–25[35]
- EFL Cup: 2023–24[36]